# Фредериксберг (Техас)
Фредериксбе́рг (Фредериксбург) (англ. Fredericksburg) — город в США, расположенный в центральной части штата Техас (100 км. к северу от Сан-Антонио). Административный центр округа Гиллеспи. Население 8911 жителей (2000). Центр туризма.

## История
Фредериксберг (в нем. варианте Фридрисхбург) был основан в 1846 году прусским бароном Отфридом Гансом фон Мейзенбахом, главой «Общества по охране немецких иммигрантов в Техасе» (также называемым «Дворянским обществом» (нем. Mainzer Adelsverein). Город был назван в честь принца Фридриха Прусского, племянника короля Пруссии Фридриха Вильгельма III, и самого высокопоставленного лица в «Дворянском обществе». Барон фон Мейзенбах вскоре отказался от своего титула и под именем Джона О. Мейзенбаха впоследствии стал известным техасским политиком и членом сената. Город стал заселяться в основном немецкой интеллигенцией, бежавшей из Германии после неудачи революции 1848 года. Жители города заключили единственный в истории США договор с местными индейцами, который не был нарушен; при этом они не приняли рабство (официально разрешённое тогда на территории Техаса).
Фредериксберг до сих пор является одним из центров немецкого культурного наследия в Техасе. Архитектура, топонимы и население преимущественно немецкого происхождения. Языком общения является английский, хотя также сохраняется техасский диалект немецкого, на котором говорили первые поколения иммигрантов. Фредериксбург является центром туризма: в городе множество немецких кафе, пивных и ресторанов, своя винодельня; ежегодно проводится октоберфест. Во Фредериксбурге родился адмирал Честер Нимиц, участник Второй мировой войны (возглавлял тихоокеанский фронт).

## Население
Согласно переписи населения 2010 года, в 2010 году в городе проживали 10 530 человек, 4704 домохозяйства, 2860 семей. Расовый состав города: 90,5% — белые, 0,5% — чернокожие, 0,6% — коренные жители США, 0,6% — азиаты, 0,0% — жители Гавайев или Океании, 6,6% — другие расы, 1,1% — две и более расы. Число испаноязычных жителей любых рас составило 21,3%.
Из 4704 домохозяйств, в 21,7% проживают дети младше 18 лет. В 48,0% случаев в домохозяйстве проживают женатые пары, 9,8% — домохозяйства без мужчин, 39,2% — домохозяйства, не составляющие семью. 35,9% домохозяйств представляют собой одиноких людей, 20,9% — одиноких людей старше 65 лет. Средний размер домохозяйства составляет 2,16 человека. Средний размер семьи — 2,78.
21,4% населения города младше 20 лет, 18,3% находятся в возрасте от 20 до 39, 30,8% — от 40 до 64, 29,5% — 65 лет и старше. Средний возраст составляет 49,6 лет.
Согласно данным опросов пяти лет с 2008 по 2012 годы, средний доход домохозяйства во Фредериксберге составляет 51 864 доллара США в год, средний доход семьи — 63 344 доллара. Доход на душу населения в городе составляет 28 350 доллара США, ниже чем в среднем по стране — 39 997 долларов. Около 3,0% семей и 7,0% населения находятся за чертой бедности. В том числе 6,3% в возрасте до 18 лет и 7,5% в возрасте 65 и старше.